# North Lookout Mountain
North Lookout Mountain, obvykle nazývaná také Galbraith Mountain, je hora mezi obcemi Sudden Valley a Bellingham v americkém státě Washington. 12,65 km² rozlehlé území je od dubna 2010 vlastnictvím společnosti Polygon Financial Partners, která plánuje postavit zde horsko-cyklistický park. Hora má dva vrcholy, z nichž ten vyšší dosahuje výšky 544 metrů nad mořem, ale oba jsou viditelné z celé západní porce okresu Whatcom. Společnost WHIMP zde v roce 2005 vybudovala rozsáhlý komplex stezek, na které se dá dostat po dvou přístupových cestách ze severu a z jihu.
Na hoře se nachází hned čtyři vysílače, z nichž tři jsou na vrcholu a ten čtvrtý asi třicet metrů pod nimi. Na svazích hory je aktivní těžba dřeva, která mnohým stezkám dala možnost výhledu. Po celém území bylo postaveno několik kiosků, kusů venkovního umění, a také opravna kol.